# Prusydki
Prusydki – nazwa zwyczajowa soli kompleksowych, pochodnych żelazicyjanków, w których anionach jedna z sześciu grup cyjankowych związanych z centralnym żelazem jest zastąpiona innym podstawnikiem (ligandem).
- anion żelazicyjankowy: [Fe(CN)6]3−
- anion prusydkowy: [Fe(CN)5X]2−, gdzie X to inny podstawnik

## Znane prusydki
- aminoprusydek sodu – Na2[Fe(CN)5(NH3)] · H2O
- nitroprusydek sodu – Na2[Fe(CN)5(NO)] · 2H2O